# Lynn Redgrave
Lynn Redgrave, OBE (født 8. marts 1943, død 2. maj 2010) var en britisk skuespiller, der blandt andet var kendt for titelrollen i Georgy Girl.
Hun var medlem af Redgrave-skuespillerdynastiet, der også talte hendes far Michael Redgrave og mor Rachel Kempson samt søsteren Vanessa og broren Corin Redgrave. Hun var moster til Natasha Richardson, Joely Richardson, Carlo Gabriel Nero (børn af Vanessa) og Jemma Redgrave (datter af Corin).
Lynn Redgrave gik på Central School of Speech and Drama i London og debuterede i Shakespeares En skærsommernatsdrøm på Royal Court Theatre i 1962. De følgende år var hun meget aktiv på scenen, men hun fik samtidig sin filmdebut i komedien Tom Jones, instrueret af svogeren Tony Richardson, og hun indspillede flere film de følgende år.
Det store gennembrud fik hun i rollen som den naive og godhjertede Georgy i Georgy Girl i 1966, som indbragte hende flere priser samt en Oscar-nominering. Herefter debuterede hun i 1967 på Broadway i New York, men havde fortsat sit hovedvirke på Londons teaterscener.
I 1974 returnerede Redgrave til USA for en længere periode og fik flere roller på Broadway. Hun spillede et bredt repertoire, der omfattede klassikere som Shakespeares Helligtrekongersaften, George Bernard Shaws Jeanne D'Arc og Anton Tjekhovs Kirsebærhaven samt nyere stykker som den dramatiserede udgave af Farlige forbindelser. I et par tilfælde spillede hun sammen med sin søster Vanessa, blandt andet i en London-opsætning af Tjekhovs Tre søstre samt i en nyindspilning af Hvad blev der egentlig af Baby Jane?.
Lynn Redgrave spillede med i flere tv-produktioner, blandt andet en tv-serie med titlen House Calls omkring 1980, lige som hun blev kendt for at optræde i tv-reklamer for Heinz- og Vægtvogterne-produkter. I sine sidste år gæsteoptrådte hun i serier som Desperate Housewives og Ugly Betty.
Hun skrev sammen med sin mand John Clark en monolog med titlen Shakespeare For My Father, som hun fremførte mange gange. Hun modtog flere priser og hædersbevisninger i sit liv. Hun blev den første kvindelige præsident for klubben The Players, og hun blev nomineret til endnu en Oscar for sin rolle i Gods and Monsters fra 1998; denne rolle indbragte hende Golden Globe-prisen for bedste kvindelige birolle. Hun modtog desuden en Drama Desk Award (New York-teaterpris) for sin rolle i skuespillet Talking Heads i 2003. 
I 2001 blev hun udnævnt til Officer of the Order of the British Empire (OBE), for sit virke som skuespiller og i det britiske samfund i Los Angeles.
Lynn Redgrave fik i 2003 konstateret brystkræft, som hun aldrig overvandt.